# Jaime Hernán Figueroa
Jaime Hernán Figueroa (n. 15 de octubre de 1920, Salta - ✞ 2 de noviembre de 1985, Salta) fue un destacado político argentino, conocido por su desempeño como vicegobernador de la Provincia de Salta y como presidente de la Cámara de Diputados de la Provincia de Salta.

## Biografía
Jaime Hernán Figueroa nació el 15 de octubre de 1920 en la ciudad de Metán, provincia de Salta, Argentina. Se graduó como geólogo y posteriormente incursionó en la política, representando al Partido Peronista por el departamento Capital en dos períodos: desde el 9 de enero de 1950 hasta el 30 de abril de 1952, y desde el 30 de abril de 1952 hasta el 30 de abril de 1958 en la Cámara de Diputados de la Provincia de Salta.
Durante su carrera política, Figueroa ocupó diversos cargos legislativos destacados. Fue Diputado provincial por la Capital durante dos periodos consecutivos, destacándose como Presidente de la Comisión de Hacienda y Presupuesto, así como de la Comisión de Legislación Municipal. Además, fue elegido Presidente de la Cámara de Diputados de Salta durante el período comprendido entre 1952 y 1955.
Entre 1963 y 1966 Figueroa fue diputado de la nación argentina representando a su Salta natal. Fue elegido en las Elecciones legislativas de Argentina de 1962 como representante del Movimiento Federal Democrático (neoperonismo) por detrás del Partido Laborista Nacional que ingresó a la cámara a Roberto San Millán y José Armando Caro. Dichas elecciones fueron suspendidas por José María Guido tras el golpe a Arturo Frondizi. En las Elecciones legislativas de Argentina de 1963 se repitieron los resultados obtenidos en la provincia de Salta con un Caro obteniendo dos bancas para el Partido Laborista Nacional aunque en esa ocasión San Millán no se presentó y fue reemplazado por Juan Carlos Cornejo Linares y una banca para el MFD en manos de Figueroa. Jaime Hernán ejerció el cargo nacional hasta la disolución del congreso tras el golpe a Arturo Illia.
Con la vuelta a la democracia en la República Argentina, las internas del Justicialismo tuvieron dos protagonistas: la lista Unidad y Renovación encabezada por Roberto Romero y Jaime Hernán Figueroa y Unidad Peronista, lista Amarilla, encabezada por Carlos Caro y Dante Lovaglio, dirigentes de la Coalición del Interior, además, las listas Verde y Blanca. Las elecciones internas se realizaron el domingo 14 de agosto de 1983. El 27 de agosto, al obtener la Lista Roja mayoría de 54 congresales, el Justicialismo proclamó la fórmula Roberto Romero – Jaime Hernán Figueroa para la elecciones del 30 de octubre de ese año.
El 30 de octubre de 1983 resultaron electos gobernador y vicegobernador con más del 50% de los votos válidos, superando a la fórmula radical Bernardo Solá - Ricardo Reimundín y a la fórmula renovadora Roberto Ulloa - Bernardino Arce. Juró en su nuevo cargo el 10 de diciembre de 1983.
El 2 de noviembre de 1985, Jaime Hernán Figueroa falleció trágicamente mientras ocupaba el cargo de Vicegobernador de Salta, durante la gobernación de Roberto Romero.
El legado político de Jaime Hernán Figueroa se vio reflejado en su participación en la creación del Instituto Provincial de Seguros de Salta (IPSS). A través de la Ley Provincial N° 6.421, sancionada el 28 de octubre de 1986, se designó al IPSS con el nombre de Dr. Jaime Hernán Figueroa, en honor a su autoría en el proyecto de ley que estableció la institución.
Su legado político y su contribución al desarrollo legislativo y social de la provincia de Salta lo han convertido en una figura emblemática en la historia política argentina.